# موزینی
موزینی (به فرانسوی: Musigny) یک کمون در فرانسه با جمعیت ۹۰ نفر است که در Canton of Arnay-le-Duc واقع شده‌است.